# Arsen
 Ikke at forveksle med Arsenik.
Arsen er et grundstof med atomnummer 33 i det periodiske system med symbolet As. Arsen optræder i mange mineraler, oftest i forbindelse med svovl og metaller, men findes også som rent krystal. Det blev først dokumenteret af Albertus Magnus i 1250. Arsen er et halvmetal. Det kan eksistere i forskellige allotropier, men den grå arsen er den mest anvendte inden for industrien.
Grå arsen benyttes primært til at styrke metalforbindelser af kobber og specielt bly – f.eks. i bilbatterier.
Arsen benyttes som n-type doping i halvledere og den optoelektriske forbindelse galiumarsenid er den mest benyttede halvleder efter silicium. Arsen benyttes i produktionen af pesticid, ukrudtsmiddel og insekticid. Arsen er giftig for flercellede organismer, selv om enkelte arter af bakterier kan benytte arsen som byggesten i deres stofskifte. Arsenforgiftning i grundvandet påvirker millioner af mennesker over hele verden. I Danmark er grænseværdien 5 µg per liter.

## Allotropi
- Gul arsen – molekulært ikke-metal As4, med samme struktur som hvidt fosfor
- Grå arsen, polymerisk As (halvmetal)
- Sort arsen – molekulært og ikke-metal, med samme struktur som rødt fosfor

## Arsen og liv
Arsen og arsenforbindelser anses normalt for at være giftige for levende organismer. Arsen er karakteriseret som kræftfremkaldende af IARC (WHO's agentur for kræftforskning), og organisk arsen  vurderes af  ATSDR (Det amerikanske Agentur for Giftstoffer og Sygdomme) som det giftstof der globalt skader folkesundheden mest.
Betegnelsen arsenik henviser til giftstoffet arsen(III)oxid (arsentrioxid) eller en lignende kemisk forbindelse mellem arsen og et andet grundstof. 
I 2010 rapporterede en forskergruppe, at arsen kunne danne grundlag for et arsen-baseret liv, hvor mikroorganismen GFAJ-1 anvender arsen i stedet for fosfor i dens cellulære strukturer og DNA.
Opdagelsen blev annonceret af NASA ved en pressekonference den 2. december 2010 og fik stor medieopmærksomhed. 
Flere forskere stillede sig kritiske overfor fortolkningen af fundet og i 2012 udgav andre forskergrupper resultater, der ikke understøttede teorien. Det, der kan fastslås, er, at mikroorganismen GFAJ-1 selv i lave koncentrationer af fosfor, kan udvinde det – og det selv i høje koncentrationer af arsen.

## Drikkevand
Forurening i drikkevand fra naturligt forekommende arsen er et problem i mange lande. 
Fra 25. december 2003 er grænseværdien i Danmark sat til 5 mikrogram arsen per liter vand "ved indgang til ejendom" og 10 mikrogram per liter vand "ved forbrugers taphane".
En opgørelse fra 2006 viste, at 15 % af grundvandsanalyserne kom over denne grænse, og at 50–100 danske vandværker sender drikkevand ud med et for stort indhold af arsen.
En hjemmeside for De Nationale Geologiske Undersøgelser For Danmark og Grønland indeholder resultater fra vandanalyser over hele Danmark.
Der er meget store problemer med arsen i drikkevandet i området ved Ganges-deltaet. Området omfatter Bangladesh og den indiske delstat Vestbengalen. Verdenssundhedsorganisationen (WHO) har kaldt det "den største masseforgiftning af en befolkning i historien" og har anslået at alene i Bangladesh er 77 millioner mennesker påvirket.  Allan Smith, en professor fra University of California, Berkeley, har erklæret, at miljøkatastrofen er større end ulykkerne i Bhopal og Tjernobyl.
Også i grundvandet omkring andre floder, der udspringer fra Himalaya, findes en høj koncentration af arsen. Således er der omkring den Røde Flod i Vietnam op til 80 gange mere arsen i grundvandet end WHO's grænseværdier for arsen i drikkevand. Fra bjergene udvaskes arsen med nedbøren og føres med floderne i mudderet bundet til jernoxider. Når  mudderet aflejres i lavlandet uden adgang til ilt, bliver jernoxiderne ustabile, hvorved arsen frigives og opløses i grundvandet.

## Eksterne links
- Halvledere af GaAs på grafen. Videnskab.dk
- Halvledere. Emu.dk Arkiveret 10. november 2010 hos  Wayback Machine